# Törzsök Erika
Törzsök Erika (Kassa, 1942. június 8. - ) magyar szociológus, kisebbségpolitikus, kisebbségi szakértő.

## Életpályája
Szülei Törzsök Béla és Kanizsay Magdolna. Elvált, gyermekei Regényi Márta (1966), Regényi Eszter (1968), Regényi Ádám (1978).
Az ELTE Bölcsészettudományi Kar szociológiai szakán szerzett doktorátust, 1977-ben.
A rendszerváltást megelőzően a demokratikus ellenzék tagja, liberális kisebbségpolitikus, 1990-től 1998-ig az SZDSZ OT tagja volt.
- 1969–1970 MTA Szociológiai Kutatócsoport
- 1971 MTA Történettudományi Intézet
- 1972–1982 Ifjúságkutató Csoport
- 1982–1989 Szövetkezeti Kutatóintézet
- 1990 Magyar Közvéleménykutató Intézet
- 1991–1994 az SZDSZ kisebbségpolitikai titkárságának vezetője
- 1994–1997 a Határon Túli Magyarok Hivatala elnökhelyettese, 1997-98 elnöke
- 1998 Európai Összehasonlító Kisebbségkutatások Intézete igazgatója
- 2000. március 14-én Köztársasági Elnöki Aranyérem kitüntetésben részesült
- 2005–2006 a Külügyminisztérium kisebbségpolitikai főtanácsadója
- 2007–2009 a Miniszterelnöki Hivatal Nemzetpolitikai Ügyek Főosztálya főigazgatója
- 2011-től a Civitas Europica Centralis Alapítvány elnöke, amelynek illetve elődjének alapítását ő kezdeményezte és kurátora is volt, 1988-tól.

## Fontosabb munkái
- Az állam gyermekei – A gyermekvédelem szociológiai vizsgálatának néhány problémája (1973)
- A munkásifjúságról. Cikkgyűjtemény; KISZ KB, Bp., 1973 (Közlemények. A KISZ KB Ifjúságkutató Csoportjának időszakos kiadványa)
- Egy ipari szövetkezet belső rétegződése (1977)
- Munkásfiatalok az építőiparban (1978)
- Rendszerváltás felé (1990)
- Mi történt Romániában? (1990)
- A kelet-közép-európai régió demokratizálásának esélyei és az autonómia törekvések - tanulmány, Autonómia – Kihívás és/vagy megoldás, Ferenczy Kiadó, 1994 (angolul és magyarul)
- A magyar kisebbségek helyzete 1989 után (1995)
- A romakérdés az integráció csapdájában (előszó, szerkesztés) (2000),[1]
- Határokon átnyúló gazdasági tevékenység a magyar-román határmenti régióban (2000),
- Kisebbségek változó világban – Göncz Árpád előszavával (Kolozsvár, 2003)[2]
- Szülőföld program. A határokon túli (Kárpát-medencében élő) magyarság gazdasági alapjainak és társadalmi kohéziójának támogatását célzó lépések előkészítése, valamint ezek lehetséges kapcsolódási pontjainak bemutatása. Stratégiai tanulmány; összeáll., szerk. Törzsök Erika; MEH, Bp., 2005 (Európai műhelytanulmányok)[3]
- The age of reorganization. A roma's life in Hungary. Report between 2002 and 2006 (Átszervezések kora); szerk. Kállai Ernő, Törzsök Erika; Public Foundation for European Comparative Minority Research, Bp., 2006
- Átszervezések kora. Cigánynak lenni Magyarországon. Jelentés 2002-2006; szerk. Kállai Ernő Törzsök Erika; Európai Összehasonlító Kisebbségkutatások Közalapítvány, Bp., 2006
- Autonómia, liberalizmus, szociáldemokrácia - tanulmánykötet, társszerző/szerkesztő (2006),
- Varratmentes Európa? – Paradigmaváltás a magyar kisebbségpolitikában - előadás
- Magyarok Horvátországban – előszó (2010)
- A történelmi egyházak és a zsidó közösség viszonya Csehszlovákiában és Magyarországon 1920-tól a Holokausztig
- Egyházak – Holokauszt Keresztény egyházak Közép-Kelet-Európa három országában és a holokauszt[4]
- A comparative analysisof the evolution of EGTCs at the Hungarian-Slovakian border
- Schengen esélyei – Európai területi társulások Magyarország keleti és déli határai mentén
- EU-tópiák születése a magyar-szlovák határok mentén - Új közszolgáltatások iránti kereslet előrejelzése a Magyarország és Szlovákia között tervezett új határátkelők esetében

## Cikkek, publikációk
- Törzsök Erika folytatja - Pogány Erzsébet, Felvidék.ma, 2011.02.24.[halott link]
- Tabajdi Csaba reagálása Törzsök Erika nyilatkozatára - Felvidék.ma, 2007.10.19.
- Mit mondott Törzsök Erika Erdélyben? - Bodor Pál, Klubhalo.hu, 06.03.
- Törzsök Erika a HTMH élén? - Az SZDSZ kisebbségi szakértője növelné a támogatások hatékonyságát
- Magyar szakértők: A szlovák választás a nacionalizmus tartós jelenlétét jelzi Archiválva 2014. február 2-i dátummal a Wayback Machine-ben
- The nation policy concept of Katalin Szili Archiválva 2014. február 2-i dátummal a Wayback Machine-ben
- Kirekesztő Tusványos? - A szabadegyetem eredeti céljaitól való eltávolodással vádolják a tábor szervezőit[halott link]
- Kettős állampolgárságért jelentkezők tömegeit várják Archiválva 2014. február 3-i dátummal a Wayback Machine-ben
- FŐVÁROSI SZABÓ ERVIN KÖNYVTÁR - Cigányság - Magyar szociológiai e-könyvek
- Bárdi Nándor: Tény és való - A budapesti kormányzatok magyarságpolitikája és a határon túli magyarok társadalomtörténete - Problémakatalógus
- Hushegyi Gábor: Modernizáció vagy skanzen
- Felvidék: Térinformatikai rendszer - Jobb lenne átmenetileg szüneteltetni… – Bálint-Pataki József írása
- Törzsök Erika sokallja a forintokat – Kallós Zoltán és Balázs-Bécsi Attila válasza Törzsök Erikának[halott link]
- Alaptalanok Törzsök Erika vádjai – Magyar Nemzet 2008.04.22. Archiválva 2008. május 2-i dátummal a Wayback Machine-ben
- Udvardy Frigyes: A romániai magyar kisebbség történeti kronológiája 1990-2006
- Gerencsér Balázs: Kisebbségpolitikai rendszerváltozás Magyarországon
- Vekerdi László – "Egyszer csak kezdték mondani, hogy ha VALÓSÁG, akkor az Kőrösi…"(Harminchárom év a VALÓSÁG rabságában) Archiválva 2008. november 3-i dátummal a Wayback Machine-ben
- Kisebbségek egy varratmentes Európában – A határon átnyúló együttműködés szerepe az etnokulturális sokszínűség fenntartásában – Nemzetközi konferencia – Budapest, 2009. szeptember 15.
- Minorities in a Seamless Europe – The Role of Trasnfrontier Coopertion in Maintaining Ethno-cultural Diversity – International Conference
- A magyar-szlovák határ mentén létrejött EGTC-k összehasonlító elemzése - Cikk a Felvidék Ma című újságban

A magyar-szlovák határ mentén létrejött EGTC-k összehasonlító elemzése - A kutatási jelentés teljes szövege on line
- Kiszabadulva a félelem fogságából, Európai Tükör 2004.4-5 szám

## Interjúk
- “Magánbeszélgetés” az ATV-n - vendég: Törzsök Erika - műsorvezető: Juszt László 1. rész 2. rész
- Interjú a Magyar Narancsban
- Interjú a Népszavában Archiválva 2016. augusztus 17-i dátummal a Wayback Machine-ben
- Telefoninterjú a Marosvásárhelyi Rádióban
- Interjú a Klubrádió Reggeli Gyors című adásában 1. rész[halott link]; 2. rész[halott link]
- Interjú a Pax TV-ben